# 적당덕후
적당덕후는 OBS 라디오에서 주말 밤 9시에 방송되었던 프로그램이다. 2024년 2월 18일 자로 10개월만에 폐지되었다.

## 진행
- 공태희 (OBS 라디오 PD)